# Goričko
Goríčko je gričevnata pokrajina v skrajni severovzhodni Sloveniji v Prekmurju ob tromeji z Avstrijo in Madžarsko med Muro in Rabo. Ozemlje Goričkega obsega ozemlja občin Cankove, Dobrovnika, Gornjih Petrovcev, Grada, Hodoša, Kobilija, Kuzme, Moravskih Toplic, Puconcev, Rogašovcev in Šalovcev. Goričko je bilo leta 2003 razglašeno za zavarovano območje narave, Krajinski park, kot del čezmejnega Trideželnega parka Goričko-Raab-Őrség. Od leta 2004 je del Krajinskega parka Goričko vključeno v evropsko omrežje Natura 2000.
'Goričko' izvira iz pridevnika 'gorički', ki izvira iz besede 'gorica', tj. 'majhen grič'. V vzhodni Sloveniji fonemske spremembe 'čk' v 'šk' ni, se je uveljavila narečna oblika toponima.
Skozi srednji vek sta na območju Goričkega obstajali dve zgodovinski pokrajini: Slovenska okroglina (Tótság) in Slovenska krajina (Vendvidék). Od srednjega veka so latinska znanstvena dela Slovence na Ogrskem pojmovala kot Vendi (vandali). Tako je Goričko kot Vandalski breg leta 1818 poimenoval kalvinistični duhovnik in pisatelj György Zakál Nemesnépi. Po koncu prve svetovne vojne je severni del Goričkega ostal v okviru Madžarske. 
Podnebje na Goričkem je sorazmerno suho, letno pade okoli 850 l/m2 padavin, kar jo uvršča med najmanj namočene pokrajine. Prst je kisla in slabo rodovitna, zato so razmere za poljedelstvo manj ugodne, več možnosti je za razvoj živinoreje, sadjarstva in vinogradništva. Kmetijske posesti so majhne in razdrobljene. Na redkejšo poselitev Goričkega poleg prsti in majhnih padavin vpliva tudi perifernost. V obdobju hladne vojne in železne zavese po drugi svetovni vojni je število prebivalstva močno upadlo v vzhodnem delu Goričkem ob meji z Madžarsko. Goričko nima večjega središčnega naselja, po letu 1991 se s storitvenimi dejavnostmi razvijajo občinska središča.